# 瀧澤賢太郎 (政治家)
瀧澤 賢太郎（たきざわ けんたろう、1915年（大正4年）1月2日 - 1983年（昭和58年）3月22日）は日本の政治家。新潟県三条市長（2期）。

## 経歴
三条市議会議員、同副議長、同議長を経て、1976年三条市長に当選する。1期目は物産常設展示室の開設など、地場産業の振興・育成、教育・文化施設の充実、社会福祉の向上を展開した。1980年に再選。2期目は「三条市民憲章」を制定した。2期目途中の1983年に死去した。